# Зондерфюрер

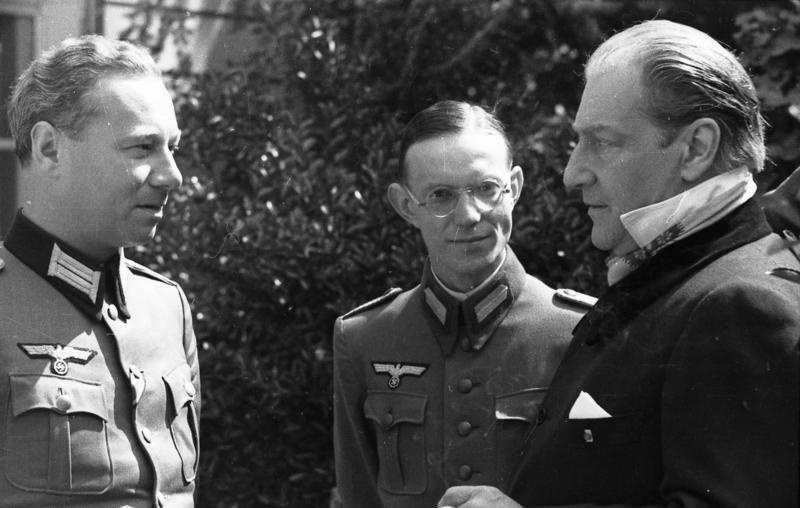
Зондерфюрер стоїть посередині

Зондерфюрер (нім. Sonderführer — «фюрер-спеціаліст» або «Спеціальний керівник») — в Німеччині в 1937-1945 роках особи, під час війни призначені виконувати обов'язки офіцера в різних сферах діяльності, де були потрібні їхні професійні здібності, без урахування їх військового досвіду. Вони призначалися на відповідні посади тільки в тих випадках, коли для виконання пов'язаних з ними функцій була потрібна спеціальна кваліфікація та коли для них не можна було підібрати офіцера з відповідною кваліфікацією. 
Їх ранг прирівнювався до офіцерського або унтер-офіцерського протягом усього часу, поки вони займали цю посаду, але в до звання офіцерів їх не підвищували, і їх офіцерські повноваження поширювалися тільки на ту сферу діяльності, з якої була безпосередньо пов'язана їхня робота. 

## Категорії Зондерфюрерів
Зондерфюрери існували у всіх родах військ: 
Офіцери
- зондерфюрер (P), відповідний чину підполковника або полковника ,
- зондерфюрер (B), відповідний чину майора ,
- зондерфюрер (K), відповідний чину капітана або ротмістра ,
- зондерфюрер (Z), відповідний чину лейтенанта або старшого лейтенанта, або посаді командира взводу.

Унтер-офіцери
- зондерфюрер (O), також перекладач О Dolmetscher O відповідний чину Оберфельдфебель Oberfeldwebel
- зондерфюрер (G), відповідний чину унтер-офіцера .

Вони носили уніформу, схожу з уніформою офіцерів вермахту, але їх можна було відрізнити по петлицях і погонах з дуже маленькими шевронами з чорного, білого і червоного шовку. Всі інші регалії, включаючи національну емблему і нагороди, а також головний убір і взуття, були такими ж, як і у офіцерів дійсної служби. 
Зондерфюрери також служили в абвері, в фельджандармерії, в таємній польовій поліції і в поліції правопорядку. В гестапо і СД вони формально не призначалися, але фактично мали статус тимчасово прикомандированих співробітників з поліції правопорядку, таємної польової поліції або військ СС . 
Авторство в основному невдалих листівок Третього рейху для СРСР російські та радянські колабораціоністи приписували зондерфюрерам відділів пропаганди Східного фронту  .

## CC-Зондерфюрер
У військах СС теж служили зондерфюрери. Вони мали такі позначення: 
- CC-фюрер на особливій службі SS-Führer im Sonderdienst коротко SS-зондерфюрер SS-Sonderführer
- з 1942 року ОСпеціальний CC-фюрер у військах СС SS-Fachführer in der Waffen-SS

CC-зондерфюрери існували у всіх частинах СС. Вони носили нарукавні нашивки в залежності від професійної кваліфікації. 
- Посох Асклепія - фахівець-фюрер на медичній службі SS-Fachführer im medizinischen Dienst
- Негатив палиці Асклепія - медичний персонал medizinisches Personal
- Готична Z - служба стоматології dentalmedizinischer Dienst
- Готична A - аптекар Apotheker
- Змія - фюрер і молодший фюрер у ветеринарній службі Führer und Unterführer im Veterinärdienst
- Арфа - фюрер-музикант Musikführer

## Відомі Зондерфюрери
- Лотар-Гюнтер Бухейм, художник, фотограф, письменник, видавець і колекціонер; зондерфюрер- військкор в роті пропаганди Крігсмаріне . На основі пережитого в походах на підводному човні він пізніше написав відомий роман «Підводний човен», який ліг в основу однойменного фільму .
- Ганс фон Донаньї, зондерфюрер в штабі адмірала Канаріса, був страчений в 1945 році за участь в змові проти Гітлера.
- Ганс Фаллада, письменник, зондерфюрер (B) у Імперській службі праці у Франції.
- Йоахім Фернау Fernau, Joachim зондерфюрер-військкор в пропагандистській роті СС, після війни —автор науково-популярних книг і художник.
- Ганс Бернд Гізевіус зондерфюрер у відділі абверу при OKW Канаріса, учасник змови 20 липня, письменник.
- Гергард Геллер, Heller, Gerhard зондерфюрер в штабі пропаганди у Парижі, відповідав за літературну цензуру і розподіл паперу; після війни — директор видавництва.
- Роберт Пільховскі, Pilchowski, Robert фахівець по вирощуванню чаю і каучуку, зондерфюрер в «Робочій групі голландсько-індійських компаній» в Амстердамі для управління закордонними чайними компаніями, після війни — письменник.
- Фріц Пірзіг Piersig, Fritz музикознавець, зондерфюрер (Z), який відповідав за музичне життя Франції з 1940 року.
- Ебергард Тауберт Taubert, Eberhard високопоставлений співробітник міністерства пропаганди, зондерфюрер пропаганди в окупованій Норвегії. Автор сценарію до фільму «Вічний жид». Після війни — радник міністра оборони ФРН Ф. Штрауса .
- Вольфганг Вілльріх, Willrich, Wolfgang поборник нацистських поглядів на мистецтво, був призначений зондерфюрером, але домігся скасування цього розпорядження.